# Rączyna
Rączyna – wieś w Polsce, położona w województwie podkarpackim, w powiecie przeworskim, w gminie Kańczuga.
| SIMC    | Nazwa         | Rodzaj    |
| ------- | ------------- | --------- |
| 0604471 | Blich         | część wsi |
| 0604488 | Olchowy Pniak | część wsi |

## Historia
Właścicielami dóbr tabularnych byli: Władysław Skrzyński (lata 50., 60., 70., 80. XIX wieku), Zofia i Stefan Prekowie (stan z 1890), samodzielnie Stean Prek (stan w 1897), ponienowie Stefan i Zofia Prekowie (1904, 1905), a potem M. Eckstein i A. Dworski (1914, 1918).
Powstanie wsi szacowane jest na przełom XII/XIII w. Wieś szlachecka Rąnczyna, własność Stanisława Derszniaka, położona była w 1589 roku w ziemi przemyskiej województwa ruskiego.
W II Rzeczypospolitej miejscowość w powiecie przeworskim województwa lwowskiego.
6 marca 1943 grupa gestapowców i SS-manów, którym pomagała Ukraińska Policja Pomocnicza, zamordowała we wsi 18 mieszkańców.
Miejsce urodzenia polskiego politologa, badacza stosunków międzynarodowych, dyplomaty, twórcy Instytutu Stosunków Międzynarodowych UW Józefa Kukułki.
W latach 1954-1961 wieś była siedzibą gromady Rączyna, po jej zniesieniu w gromadzie Pantalowice. W latach 1975–1998 miejscowość administracyjnie należała do województwa przemyskiego.